# جيمس أوكونور (قسيس)
جيمس أوكونور (بالإنجليزية: James O'Connor)‏ هو قسيس أمريكي، ولد في 10 سبتمبر 1823، وتوفي في 1891.